# 千田耕平
千田　耕平（ちだ　こうへい、1968年 - ）は、北海道網走市出身の、パワーリフティング選手。パワーリフティングジム千田道場を経営。日本パワーリフティング界を代表する選手の一人である。スクワット、ベンチプレス、デッドリフトで構成されるパワーリフティング競技の中で特にベンチプレスを得意とするスタイルで、幾度となく全日本を制し、絶対王者として君臨した。ベンチプレスはベンチプレス専門の大会でも全日本を制しており、2006年の世界パワーリフティング選手権大会では種目別で1位（金メダル）に輝いている。
公式記録：
スクワット315kg
ベンチプレス290kg
デッドリフト275kg
トータル865kg